# João Lourenço

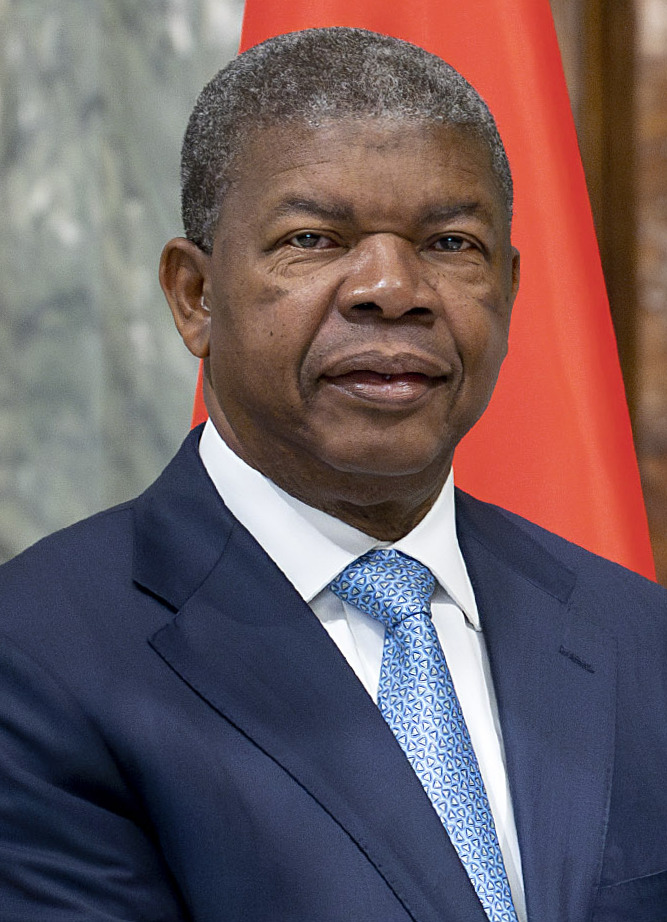
João Lourenço (2023)

João Manuel Gonçalves Lourenço (* 5. März 1954 in Lobito, Provinz Benguela) ist ein angolanischer Politiker und ehemaliger Offizier. Seit 2017 ist er Staatspräsident von Angola. Zuvor war er General sowie Vizepräsident des Movimento Popular de Libertação de Angola (MPLA, deutsch Volksbewegung zur Befreiung Angolas). Von 2014 bis 2017 amtierte er als Verteidigungsminister.

## Karriere
Lourenço ist der Sohn von Sequeira João Lourenço aus der Provinz Malanje und von Josefa Gonçalves Cipriano Lourenço aus der Provinz Namibe. Sein Vater war Krankenhelfer und die Mutter Näherin. Beide sind bereits verstorben. Schon in seiner Jugendzeit trat Lourenço der heutigen Regierungspartei MPLA bei, die im portugiesischen Kolonialkrieg und dem Bürgerkrieg in Angola für die Unabhängigkeit von Portugal kämpfte und von Moskau unterstützt wurde. Beim Militär bekam er eine Artillerie-Ausbildung und diente als politischer Kommissar der Forças Armadas Populares de Libertação de Angola (FAPLA). Zwischen 1991 und 1998 war er Sekretär des Politbüros für Information.
Lourenço studierte in der Sowjetunion und erwarb ein Diplom in Geschichtswissenschaft. Später wurde er General der angolanischen Streitkräfte. Nach Ende des Bürgerkrieges ging er in die Politik. Er wurde von der MPLA als Nachfolger des Langzeitpräsidenten José Eduardo dos Santos nominiert, der nicht mehr für eine weitere Amtszeit kandidierte. Er gewann die Präsidentschaftswahl im August 2017 und wurde am 26. September 2017 als Präsident vereidigt. Wenige Monate später entließ er den Sohn des vormaligen Präsidenten José Filomeno dos Santos.
In seiner Amtszeit beantragte er eine einstweilige Verfügung zur Beschlagnahmung von Vermögenswerten von Isabel dos Santos, dem schließlich wegen eines Ermittlungsverfahren wegen Korruption gegen dos Santos im Jahr 2020 stattgegeben wurde. Bei der Präsidentschaftswahl am 24. August 2022 wurde er für eine zweite Amtszeit gewählt.
Der Menschenrechtsaktivist Luaty Beirão kritisierte während der Amtszeit von Lourenço, dass die Justiz in Angola noch immer von der Regierung kontrolliert werde. Von anderen Bürgerrechtlern und der Oppositionspartei UNITA wird ihm vorgeworfen, weiterhin die Menschenrechte im Land zu verletzen und heute der größte Förderer der Korruption des Landes zu sein, obwohl er sich zu Beginn seiner Amtszeit als großer Reformer des Staatsapparats und Bekämpfer der Korruption präsentiert hatte. Er schuf hingegen neue Monopole und Unternehmen, die mit ihm und seinen Freunden verbunden sind. Er schaffte die Ausschreibungsverfahren bei öffentlichen Aufträgen ab, die stattdessen alle über die ihm gehörenden Firmen kanalisiert werden. Im Oktober 2023 wurde im Parlament von der UNITA eine Initiative zur Absetzung Lourenços eingeleitet. In einem 90-seitigen Dokument werden ihm Rechtsverstöße vorgeworfen, die neben der Korruption auch die Entführung und Ermordung durch die Polizeikräfte von Bürgern umfassen, die für seinen persönlichen Machterhalt als gefährlich betrachtet werden.
Am 15. Februar 2025 übernahm Lourenço für ein Jahr das Amt des Vorsitzenden der Afrikanischen Union.

## Privates
João Lourenço ist mit Ana Afonso Dias Lourenço verheiratet und Vater von sechs Kindern. Er spricht außer Portugiesisch noch Englisch, Russisch und Spanisch. Er ist Aktionär der Banco Sol und der Banco Angolano de Investimentos (BAI) sowie der Orion – Agência de Publicidade e Produção, eines Unternehmens, das in einen Korruptionsskandal mit dem brasilianischen Unternehmen Odebrecht verwickelt war. Er steht außerdem auf der Liste von MPLA-Politikern, die von der untergegangenen Banco do Espírito Santo Angola (BESA) Millionendarlehen ohne jegliche Kreditsicherung erhalten haben. Lourenço lebt im Município Talatona in einem Appartement, das von der Banco BIC finanziert wurde, die Isabel dos Santos gehört.